# Ceraclea macronemoides
Ceraclea macronemoides là một loài Trichoptera trong họ Leptoceridae. Chúng phân bố ở miền Cổ bắc.